# Matka církve

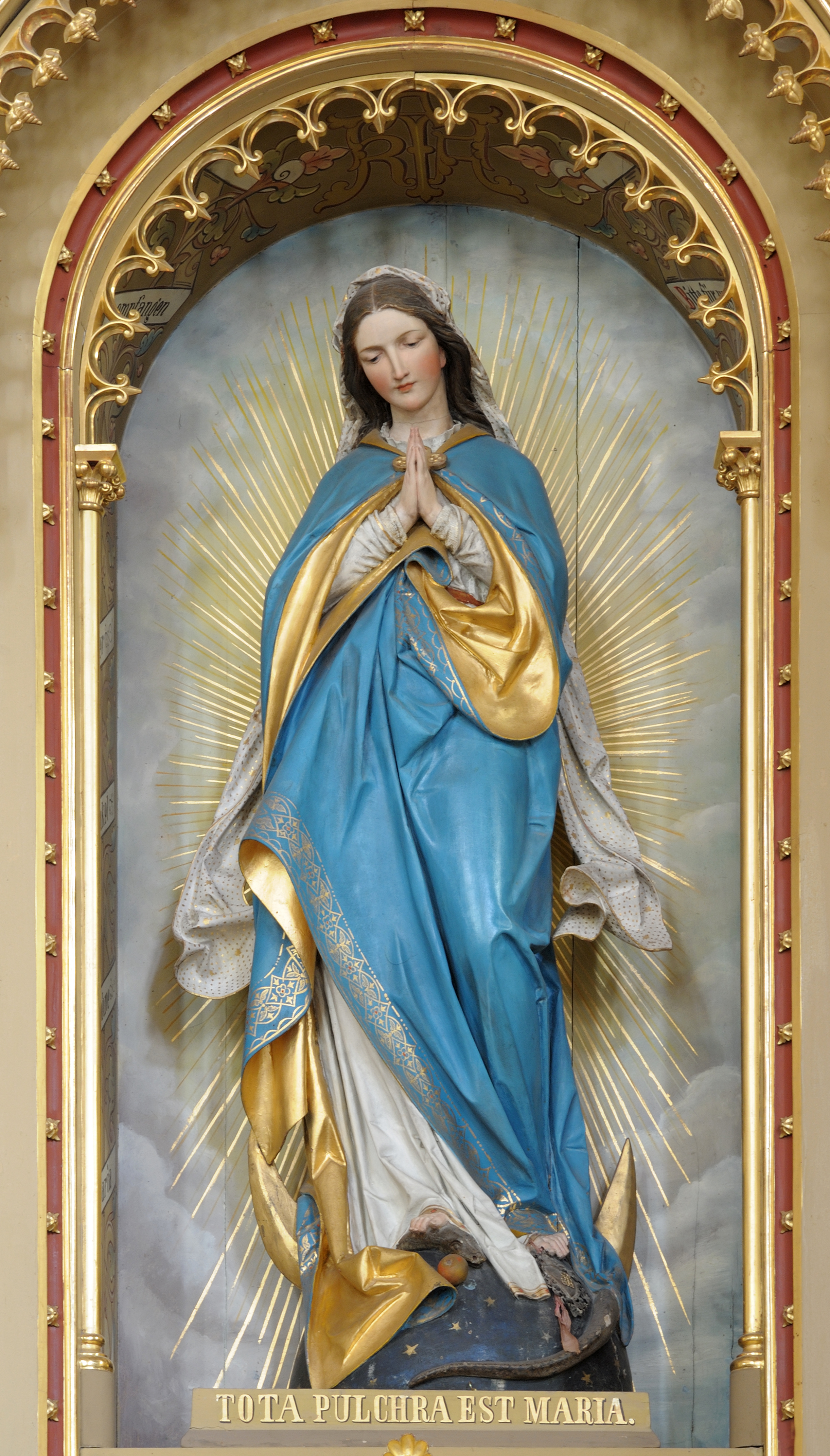
Virgo od Josefa Morodera-Lusenberga

Matka církve (latinsky Mater Ecclesiae) je titul, který římskokatolická církev oficiálně udělila Panně Marii v roce 1964 papežem Pavlem VI. Poprvé se titul objevil ve spisech svatého Ambrože Milánského ze 4. století, které znovuobjevil Hugo Rahner, v roce 1748 jej použil také papež Benedikt XIV. a poté v roce 1885 papež Lev XIII. Papež Jan Pavel II. jej zařadil do Katechismu katolické církve a papež František zařadil svátek s tímto titulem do římského kalendáře.

## Svatý Ambrož a Hugo Rahner
Církev tradičně zobrazuje Pannu Marii spolu s apoštoly a učedníky shromážděnými o prvních Letnicích, kteří se spojili v modlitbě s prvními členy církve. Titul Mater Ecclesiae se objevuje ve spisech Berengauda, biskupa z Trevíru (zemř. 1125). V encyklice Adjutricem populi (Pomocnice lidu) z roku 1895 papež Lev XIII. napsal: „Je vzývána jako Matka církve a učitelka a královna apoštolů“. Po použití titulu Lvem XIII. byl později mnohokrát použit v učení Jana XXIII. a Pavla VI., Jana Pavla II. a Benedikta XVI.
Používání titulu Mater Ecclesiae pro Pannu Marii sahá až k Ambrožovi Milánskému ve 4. století, ale až do jeho znovuobjevení Hugo Rahnerem v roce 1944 to nebylo známo. Rahnerova mariologie v návaznosti na Ambrože vidí Marii v její roli v církvi. Jeho výklad, založený výhradně na Ambrožovi a prvních Otcích, výrazně ovlivnil II. vatikánský koncil a papeže Pavla VI., který s odkazem na Ambrože prohlásil Marii za „Matku církve“.

## Papež Pavel VI.
„Blahoslavená Matka Boží, Nová Eva, Matka Církve, pokračuje v nebi ve své mateřské roli vůči Kristovým údům a spolupracuje na zrození a růstu božského života v duších vykoupených.“ — Krédo Božího lidu papeže Pavla VI.  
Bývalý milánský arcibiskup Pavel VI. použil podobný jazyk jako svatý Ambrož Milánský, když nazval Marii Vzorem církve vzhledem k její víře, lásce a úplné jednotě s Kristem a Matkou církve, protože porodila Krista. Během svého projevu na závěr třetího zasedání Druhého vatikánského koncilu 21. listopadu 1964 Pavel VI. řekl: „Prohlašujeme Marii za nejsvětější Matku církve, to znamená celého křesťanského lidu“.
V Redemptoris Mater se papež Jan Pavel II. odvolával na „Krédo Božího lidu“ Pavla VI. jako na potvrzení tvrzení, že Maria je „matkou celého křesťanského lidu, věřících i pastýřů“, a napsal, že Krédo „tuto pravdu opakuje ještě důraznějším způsobem“.

## Papež Jan Pavel II.

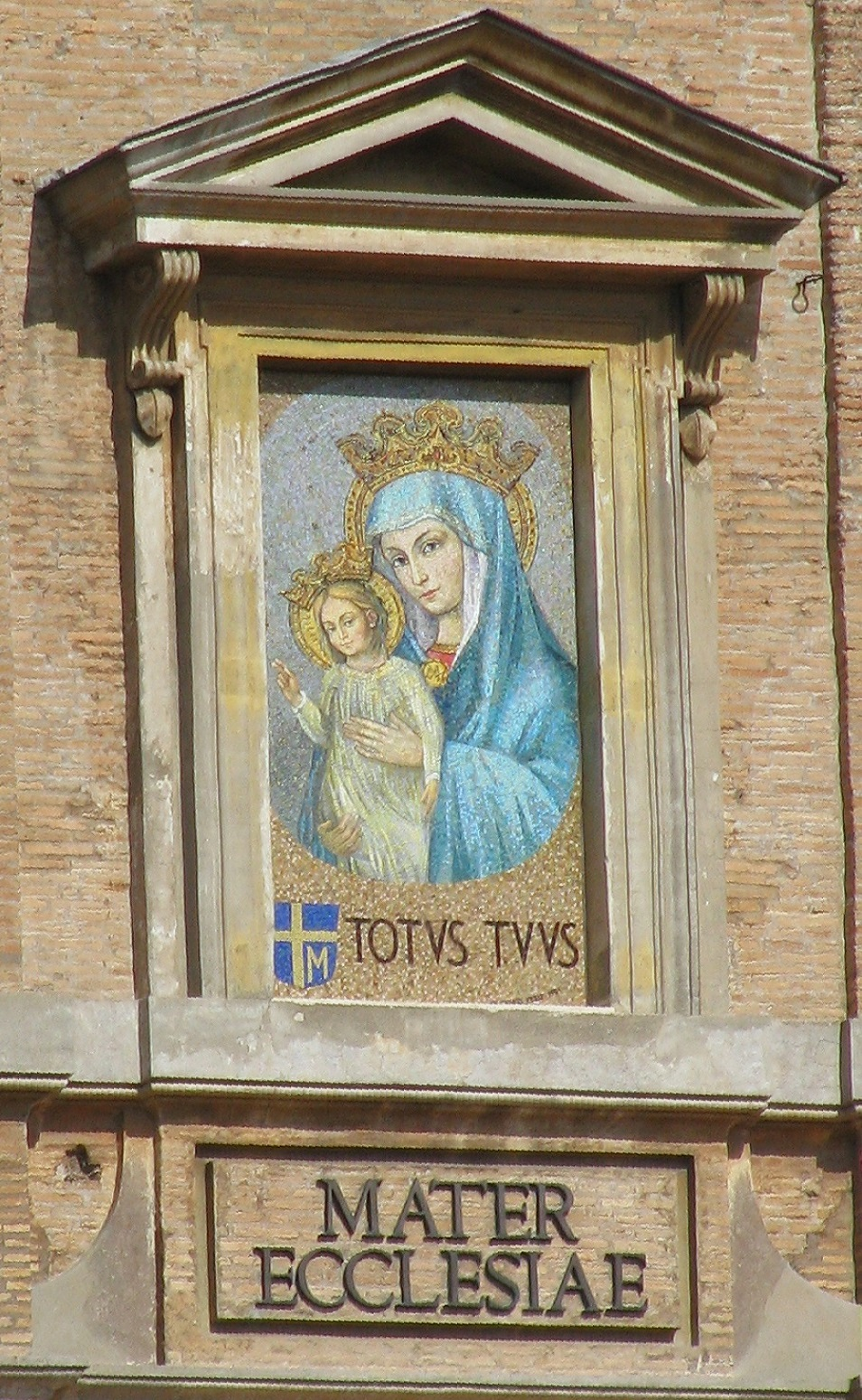
Mozaika Mater Ecclesiae na Svatopetrském náměstí. Mozaika nese osobní erb a motto papeže Jana Pavla II, který instalaci obrazu schválil a osobně ji požehnal.

V roce 1980 během Fóra UNIV, každoročního setkání univerzitních studentů z celého světa, které se konalo v Římě během Svatého týdne a zrodilo se z inspirace svatého Josemaríi Escrivá, zakladatele Opus Dei, řekl jeden z účastníků setkání papeži Janu Pavlu II., že na Svatopetrském náměstí, považovaném za srdce křesťanství, nemůže najít obraz Panny Marie. Ve skutečnosti je tam sice 162 soch svatých, ale žádná z nich nezobrazuje Matku Boží. Papež odpověděl okamžitě: „Pak bychom měli náměstí dostavět“. Když se tuto historku dozvěděl blahoslavený Álvaro del Portillo, nástupce svatého Josemaríi Escrivy, požádal španělského architekta Javiera Cotelu, aby našel dobré řešení pro tento obraz. V červenci 1980 a lednu 1981 předložil Cotelo papeži návrh na využití jednoho z oken budovy, která se nachází mezi Svatopetrským náměstím a Cortile di San Damaso, protože odtud by byl obraz vidět z kterékoli části náměstí. Papež návrh přijal a 7. prosince 1981 byla na Cotelův návrh instalována mozaika Maria Mater Ecclesiae („Panna Maria, Matka církve“). Následujícího dne, na svátek Neposkvrněného početí Panny Marie, papež mozaiku požehnal ze svého okna; tato mozaika je považována za poslední kámen Svatopetrského náměstí. Tato mozaika navíc shlíží na místo na náměstí, kde byl v roce 1981 spáchán atentát na papeže Jana Pavla II. Je tedy považována také za poctu Mariině přímluvě při záchraně jeho života.
V roce 1987 Jan Pavel II. zopakoval tento titul Matka církve ve své encyklice Redemptoris Mater a při generální audienci 17. září 1997.
Pokud jde o titul „Matka církve“, Jan Pavel II. využil Redemptoris Mater jako příležitost vysvětlit, jak mateřství Panny Marie pro Kristovy věřící vychází z jejího mateřství pro Krista a jak Maria slouží jako „předobraz“ či model církve jako celku.
Maria je v Církvi přítomna jako Matka Kristova a zároveň jako ta Matka, kterou Kristus v tajemství vykoupení daroval lidstvu v osobě apoštola Jana. Ve svém novém mateřství v Duchu tak Maria objímá každého člověka v Církvi a objímá každého člověka skrze Církev. V tomto smyslu je Maria, Matka církve, také vzorem církve. Vskutku, jak doufá a žádá Pavel VI. církev musí čerpat „z panenské Matky Boží nejautentičtější podobu dokonalého napodobování Krista“.
Papež Jan Pavel II. se 17. září 1997 při středeční generální audienci věnoval titulu „Matka církve“ s ohledem na jeho použití pro Pannu Marii.
Věřící nejprve oslovovali Marii titulem „Matka Boží“, „Matka věřících“ nebo „naše Matka“, aby zdůraznili její osobní vztah ke každému z jejích dětí. Později, vzhledem k větší pozornosti věnované tajemství církve a Mariinu vztahu k ní, začala být Panna Maria častěji vzývána jako „Matka církve“.
Titul „Matka církve“ tak odráží hluboké přesvědčení křesťanských věřících, kteří v Marii vidí nejen matku Kristovy osoby, ale také věřících.

## Papež Benedikt XVI.

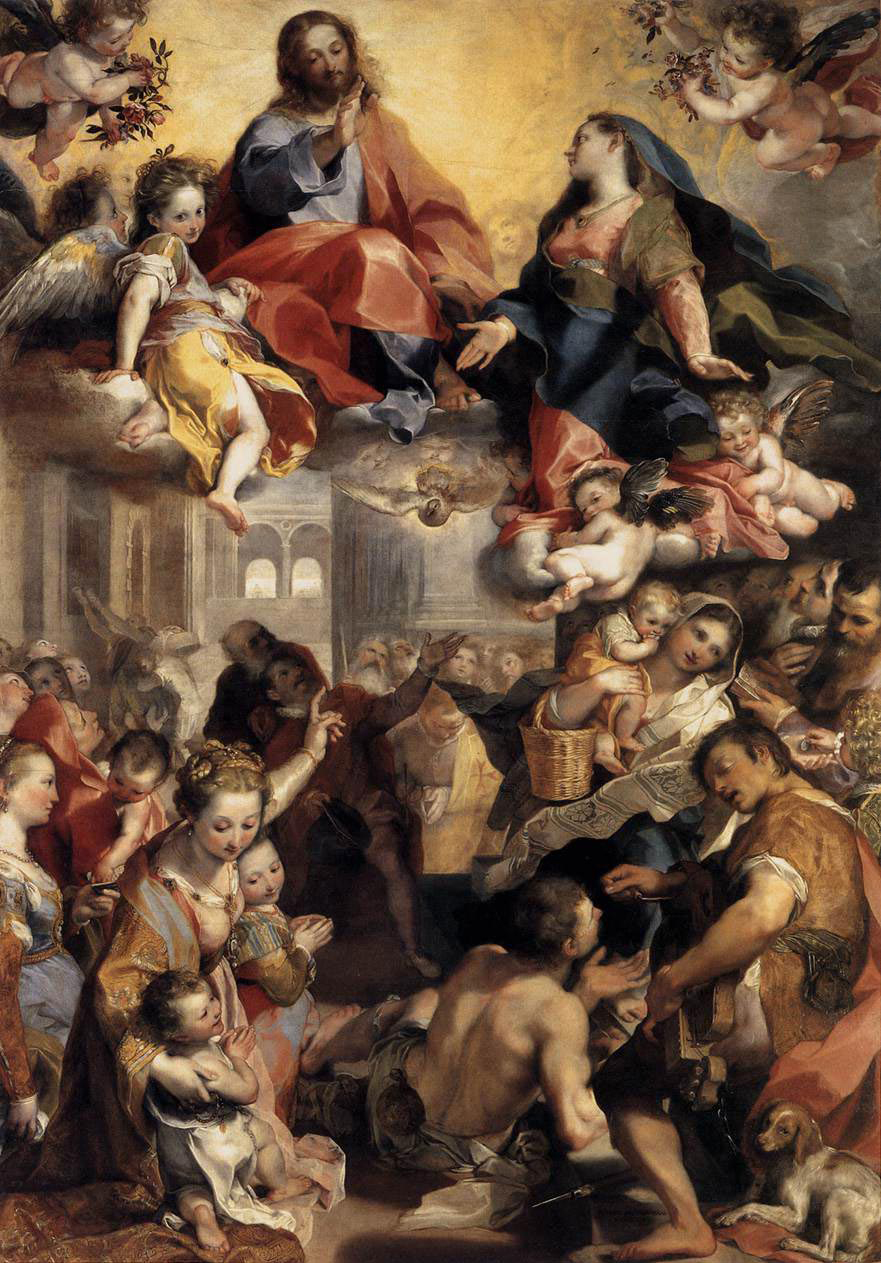
Madonna del Popolo (Madona lidu), Federico Barocci, 1579

Papež Benedikt XVI. se odvolal na Krédo Pavla VI. a prohlásil, že shrnuje všechny biblické texty, které se týkají této záležitosti.
Benedikt XVI. se zabývá otázkou, proč římskokatolická mariologie souvisí s ekleziologií, tedy učením o církvi. Na první pohled se podle něj může zdát náhodné, že koncil přesunul mariologii do ekleziologie. Tento vztah pomáhá pochopit, co je to vlastně „církev“. Teolog Hugo Rahner ukázal, že mariologie byla původně ekleziologií. Církev je jako Panna Maria, je panna a matka, je neposkvrněná a nese břemena dějin. Trpí a je vzata do nebe. Pomalu poznává, že Maria je jejím zrcadlem, že je osobou v Marii. Na druhé straně Maria není izolovaná osoba, která spočívá sama v sobě. Je nositelkou tajemství církve.

## Papež František
V roce 2018 papež František vydal dekret, podle něhož má být památka Panny Marie, Matky církve, zařazena do římského kalendáře na pondělí po Letnicích (známé také jako svatodušní pondělí) a slavena každoročně, čímž předčí i povinné památky. Dekret byl podepsán 11. února 2018, na památku Panny Marie Lurdské, v den 160. výročí lurdských zjevení. Vyhlášen byl 3. března 2018.